# Мохамед Захир
Мохамед Захир (перс. محمد ظاهرشاه‎; Кабул, 16. октобар 1914 — Кабул, 23. јул 2007) последњи владар (краљ, шах) Авганистана. Земљом је суверено владао од 1933. до 1973. године, када је насилно свргнут са престола.
Студирао је у Кабулу и Француској; 1933. године постао министар просвете у влади Авганистана, а затим после успелог атентата на његовог оца шаха Мохамеда Надира, ступио је на престо 8. новембра 1933. године. У исто време био је и врховни верски поглавар у земљи.
1964. године прогласио је нови Устав, којим је покренуо модернизацију државе у сваком смислу, па је тиме створио много непријатеља међу верским фанатицима.
1973. године, његов рођак и и бивши премијер Мохамед Дауд Кан, извео је војни пуч и формирао републиканску владу, док се шах Мохамед Захир налазио на операцији ока у Италији. Током овог пуча, шах је абдицирао у месецу августу, чиме је прекинута владавина династије Баракзаи, а тиме и доба мирног живота у Авганистану.
Захир-шах живео је у избеглиштву у Италији. После америчке окупације Авганистана, у априлу 2002. године, вратио се у своју земљу. Иако је велики део народа и политичких кругова био за поновно успостављање монархије у Авганистану, Захир-шах није на то пристао, иако је желео, због огромног америчког притиска да се не обнови монархија.
После повратка у Кабул, Мохамед Захир-шах живео је у својој краљевској палати. Затим су стигле вести да је 2005. године, наводно продао палату, а у ствари се претпоставља да му је као већ изнемоглом старцу иста насилно одузета, па данас припада држави.